# WALKIN' (高中正義のアルバム)
『WALKIN'』（ウォーキン）は、日本のギタリストである高中正義が1999年7月23日にリリースした24枚目のオリジナルアルバムである。

## 解説
前作『Bahama』から1年ぶりのオリジナルアルバムで、高中のオリジナルアルバムとしては初めて、シングル曲が1曲も収録されていないアルバムとなった。
このアルバムをもって、東芝EMIからリリースされた最後のアルバムとなり、翌2000年にプライベートレーベルであるLagoon Recordsに移籍した。

## 批評
『CDジャーナル』は、「次々と繰り出される高中の職人芸にノセられて一気に聴いてしまった。ギター・インストの魅力をもう一度、世間に広く知らしめたいものだ。」と批評した。

## 収録曲
| 全編曲: 高中正義。 |                              |           |           |      |
| #                  | タイトル                     | 作詞      | 作曲      | 時間 |
| 1.                 | 「DO IT」                    |           | 高中正義  | 5:07 |
| 2.                 | 「泣かないで」               |           | 高中正義  | 5:02 |
| 3.                 | 「interlude」                |           | 高中正義  | 0:29 |
| 4.                 | 「マイムマイム」             |           | Amiran    | 3:56 |
| 5.                 | 「BALLAD2.15」               |           | 高中正義  | 5:25 |
| 6.                 | 「まいちゃん」               |           | 高中正義  | 2:54 |
| 7.                 | 「Remix“B”」                 |           | 高中正義  | 2:51 |
| 8.                 | 「蝉時雨」                   |           | 高中正義  | 4:00 |
| 9.                 | 「夏のギター」               |           | 高中正義  | 5:01 |
| 10.                | 「GUITAR CANYON」            |           | 高中正義  | 4:50 |
| 11.                | 「獅子座流星群」             |           | 高中正義  | 4:29 |
| 12.                | 「SYMPHONY NO9“GOIN' HOME”」 |           | A. Dvořák | 5:09 |
| 合計時間:          | 合計時間:                    | 合計時間: | 49:13     |      |

## 楽曲解説
1. DO IT
2. 泣かないで
  - 1999年に本木雅弘と岸田今日子がNHKの『みんなのうた』で発表した楽曲のセルフカバー。
3. interlude
4. マイムマイム
  - イスラエルの作曲家であるイマヌエル・プガチョフ・アミランが1937年に発表した楽曲のカバー。
5. BALLAD2.15
6. まいちゃん
7. Remix“B”
8. 蝉時雨
9. 夏のギター
10. GUITAR CANYON
11. 獅子座流星群
  - 前年に逝去したギタリストの大村憲司に捧げた楽曲で、タイトルの「獅子座流星群」は、大村が息を引き取った夜に獅子座流星群が極大の日だったことから。ちなみに、その夜流れた流星の中でも最大の火球が観測された日でもある。
12. SYMPHONY NO9“GOIN' HOME”
  - チェコの作曲家であるアントニン・ドヴォルザークが1893年に発表したクラシック楽曲のカバー。

## 参加ミュージシャン
- Programming：高中正義
- Guitars：高中正義

Recorded by 高中正義
Mixed by 高中正義